# Menachem Porush

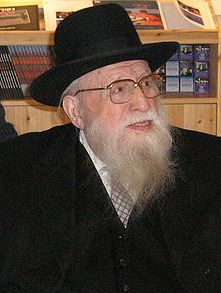
Menachem Porush

Menachem Porush (Hebreeuws: מנחם פרוש) (Jeruzalem, 2 april 1916 - aldaar, 21 februari 2010) was een Israëlische rabbijn, journalist en politicus van Agoedat Israël (later opgegaan in Verenigd Thora-Jodendom). Porush was van de charedische richting.
Voordat hij de politiek inging, werkte Porush voor een aantal kranten. In 1955 was hij partijvoorzitter van Agoedat Israël en van 1959 tot 1975 en van 1977 tot 1994 was hij lid van de Knesset (de laatste twee jaar voor Verenigd Thora-Jodendom). Van 1984 tot 1985 en van 1990 tot 1992 was hij ook staatssecretaris van Arbeids- en Welzijnszaken. Van 1969 tot 1974 was hij eveneens wethouder van Jeruzalem.

## Persoonlijk
Hij is de zoon van rabbijn Moshe Glickman-Porush. Zijn zoon Meir Porush is ook politicus van dezelfde partijen.